# Lebiasina provenzanoi
Lebiasina provenzanoi är en fiskart som beskrevs av Ardila Rodríguez, 1999. Lebiasina provenzanoi ingår i släktet Lebiasina och familjen Lebiasinidae. Inga underarter finns listade i Catalogue of Life.